# 嘉雅·洛桑巴旦曲杰旺秀
嘉雅·洛桑巴旦曲杰旺秀（藏語：བལོ་བཟང་དཔལ་ལྡན་ཆོས་ཀྱི་དབང་ཕྱུག，威利转写：blo bzang dpal ldan chos kyi dbang phyug；1993年—）蒙古族，青海省乌兰县铜普乡（今铜普镇）人，第十四世（世数说明见嘉雅活佛）嘉雅活佛。

## 生平
生于青海省乌兰县铜普乡的一户牧民家庭。2岁多时，经塔尔寺按照藏传佛教仪轨寻访选定，由青海省民族宗教事务委员会批准成为第十四世嘉雅活佛。
1995年4月12日，他作为第十三世嘉雅活佛的转世灵童，在青海省塔尔寺的九间殿广场举行了坐床典礼，正式成为第十四世嘉雅活佛。青海省民族宗教事务委员会官员在坐床仪式上宣读了该委员会批准洛桑巴旦曲杰旺秀为第十四世嘉雅活佛的文件，并且向其颁发了活佛证书。中国佛教协会副会长贡唐仓·久美丹贝旺旭出席坐床典礼，并且代表中国佛教协会致贺辞。中共中央统战部、国务院宗教局、青海省人民政府等的负责人出席了坐床典礼并致贺辞，全国人大、全国政协、中共中央统战部及习仲勋、阿沛·阿旺晋美发来贺电或派人祝贺。十世班禅的母亲尧西·索朗卓玛、甘肃省拉卜楞寺的活佛及来自北京、西藏、四川、内蒙古、新疆等地的200余名宾客也参加了坐床典礼。塔尔寺民主管理委员会主任阿嘉·洛桑图旦·久美嘉措活佛称，第十四世嘉雅活佛此后将居住在塔尔寺，而且根据第十三世嘉雅活佛的遗愿，对第十四世嘉雅活佛的教育将和传统方法不同，除教授藏文及佛学外，还要学习汉文、英文、数学、物理等。
嘉雅活佛刚坐床时，寝室遍地都是儿童玩具，还有一个和他一起玩耍的小男孩，以及小猫等伙伴。他特别喜欢玩电动玩具。到2006年时，因为学业繁重，他已经很少有机会接触玩具了。但老师偶尔破例允许他玩一会儿，他便会很开心。